# Julissa Reynoso

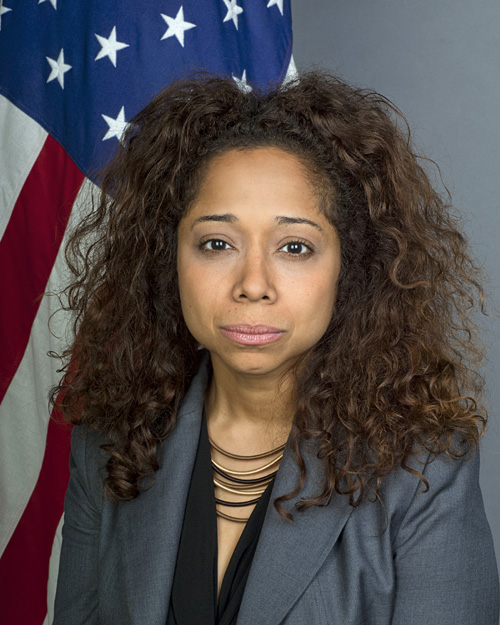
Julissa Reynoso

Julissa Reynoso (* Januar 1975 in Salcedo, Dominikanische Republik) ist eine US-amerikanische Diplomatin dominikanischer Herkunft.

## Biographie
Reynoso, die 1982 mit ihrer Familie in die USA kam und zunächst in der New Yorker South Bronx lebte, erwarb einen J.D. an der School of Law der Columbia University und zuvor bereits einen B.A. in Government an der Harvard University sowie einen Master in Philosophie an der University of Cambridge. Die Rechtsanwältin war bei der New Yorker Kanzlei Simpson Thacher & Bartlett LLP mit Schwerpunkt International Arbitration and Antitrust Law tätig und publizierte zudem umfangreich sowohl in Fachzeitschriften als auch in der allgemeinen Presse.
Nachdem sie ab 2006 Deputy Director im Office of Accountability beim New York City Department of Education (NYCDOE) war, wurde sie am 16. November 2009 Deputy Assistant Secretary für Zentral-Amerika, die Karibik und Kuba im Bureau of Western Hemisphere Affairs beim Außenministerium der Vereinigten Staaten.
Sie ist, nach ihrer durch Barack Obama erfolgten Nominierung vom 17. Oktober 2011, seit 2012 Botschafterin der USA in Uruguay. Damit ist sie die erste Dominikanerin in einer solchen Position und derzeit (Stand: Mai 2012) jüngste US-amerikanische Botschafterin innerhalb des US-Diplomatenkorps´. Ihren Dienst in Uruguay trat sie am 3. Mai 2012 an.
Im Executive Office von Präsident Joe Biden dient sie seit dem 20. Januar 2021 als Stabschefin von First Lady Jill Biden und gemeinsam mit Jennifer Klein als Co-Vorsitzende des Rates für Gleichstellungs- und Geschlechterpolitik.